# Il bagno della pastora
Il bagno della pastora è un dipinto a olio su tela (163x225 cm) realizzato nel 1903 dal pittore italiano Basilio Cascella. Conservato presso il Museo civico Basilio Cascella di Pescara, raffigura una fanciulla in un ambiente bucolico tipicamente abruzzese.

## Descrizione
Il dipinto fu realizzato presso lo stabilimento litografico di Cascella situato a Pescara nel quartiere di Porta Nuova. L'autore cominciò il dipinto nel 1899 ma fu più volte interrotto durante la sua realizzazione. Fu concluso nel 1903 per essere esposto in occasione della Biennale di Venezia dello stesso anno. Tuttavia, il dipinto andò disperso durante il trasporto da Pescara a Venezia; fu ritrovato intatto trent'anni dopo nei pressi di Ancona e restituito a Cascella.
La donna raffigurata è Concetta Palmerio, moglie di Cascella e modella prediletta che compare anche in altre opere del pittore. La dimensione illustrata è quella della favola, un motivo che richiama il mondo agreste tipico dell'Abruzzo, regione natia dell'artista, e che costituisce un elemento ricorrente nella sua produzione artistica. I motivi del dipinto includono un erotismo naturale e innocente, rappresentato tramite la pastora e il suo compagno, posti come Adamo ed Eva in un nuovo paradiso terrestre dell'anima, condizione primordiale dove l'essere nudi significa appartenere alla natura.